# Haris Vlavianos
Haris Vlavianos (1957) é um poeta grego contemporâneo.